# La Vaquería de la calle de la Libertad

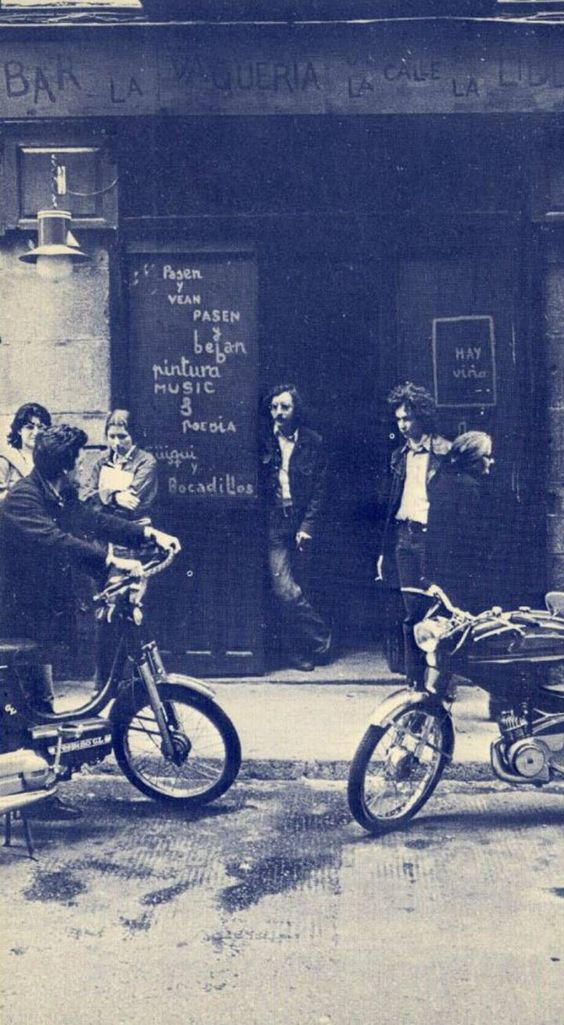
Fachada del bar La Vaquería de la calle de la Libertad de Madrid en 1975. Foto de José María Bloch, cedida por Emilio Sola (archivo CEDCS)

La Vaquería de la Calle de la Libertad es un mítico local de la capital madrileña donde se daban cita jóvenes artistas e intelectuales en las postrimerías de la dictadura de Franco, algunos de los cuales participaron de lo que se dio en llamar la "movida madrileña", y que fue motivo de un atentado con bomba presumiblemente por componentes de los Guerrilleros de Cristo Rey.

## Sus inicios
El bar se fundó en el número 8 de la calle de la Libertad de Madrid, ubicación elegida precisamente por el afán de búsqueda de libertad de sus socios fundadores, profesores, activistas políticos y artistas, entre los que estaba el historiador y poeta Emilio Sola. El local previamente había sido una antigua vaquería, de ahí su nombre.
Fue inaugurado a principios de 1975 y permaneció abierto poco más de dos años. En sus primeros meses de funcionamiento logró un éxito apabullante, que se reflejó pronto en prensa. Estaba decorado de forma anárquica; en sus paredes exponían pintores como Carlos Bloch, y en sus mesas dejaban escritos poemas de forma espontánea los asiduos del lugar y escritores como Cayetano Gea Bermejo. La elección de la música se hacía mediante asambleas. Era frecuentado por personas de todo tipo de orientación sexual, política y procedencia social. 

## Amenazas, el atentado y reapertura del local
Todos estos elementos despertaron pronto el recelo de grupos incontrolados de extrema derecha y cuerpos policiales y parapoliciales, que realizaban frecuentes redadas en el local o irrumpían para obligar a sus tertulianos a cantar el himno falangista "Cara al Sol". La tensión fue en aumento tras la muerte del dictador Francisco Franco, hasta que la madrugada del 8 al 9 de junio de 1976 un artefacto de goma dos fue explosionado en su interior, provocando numerosos daños materiales pero ninguna pérdida humana. El atentado no fue nunca reivindicado por ninguna organización, pero todos los indicios apuntaban a algún grupo terrorista de extrema derecha. El hecho no se terminó de investigar nunca, no hubo sospechosos ni detenciones. Al cabo de unos meses, una llamada anónima de alguien que se definía como "defensor de la moral" amenazó con una segunda explosión que no llegó a producirse.
Los socios, clientes fieles, vecinos y los bares del barrio organizaron colectas para sufragar los gastos de la reconstrucción. Los ilustradores Ceesepe y Borja Satrústegui pintaron los tableros de madera que se emplearon para proteger la entrada del local, tableros que más tarde fueron acribillados a balazos y que actualmente se encuentran entre los fondos del Museo Nacional Centro de Arte Reina Sofía (MNCARS), tras haber sido expuestos en la muestra Poéticas de la democracia. Imágenes y contraimágenes de la Transición. Tras su reapertura, se mantuvo en activo, con la misma esencia que antes pero con caras nuevas, hasta su traspaso a mediados del año 1977. 
"La Vaquería de la calle de la Libertad" se considera un símbolo de la resistencia antifranquista y de las manifestaciones contraculturales de la transición española.